# 페데리코 파진

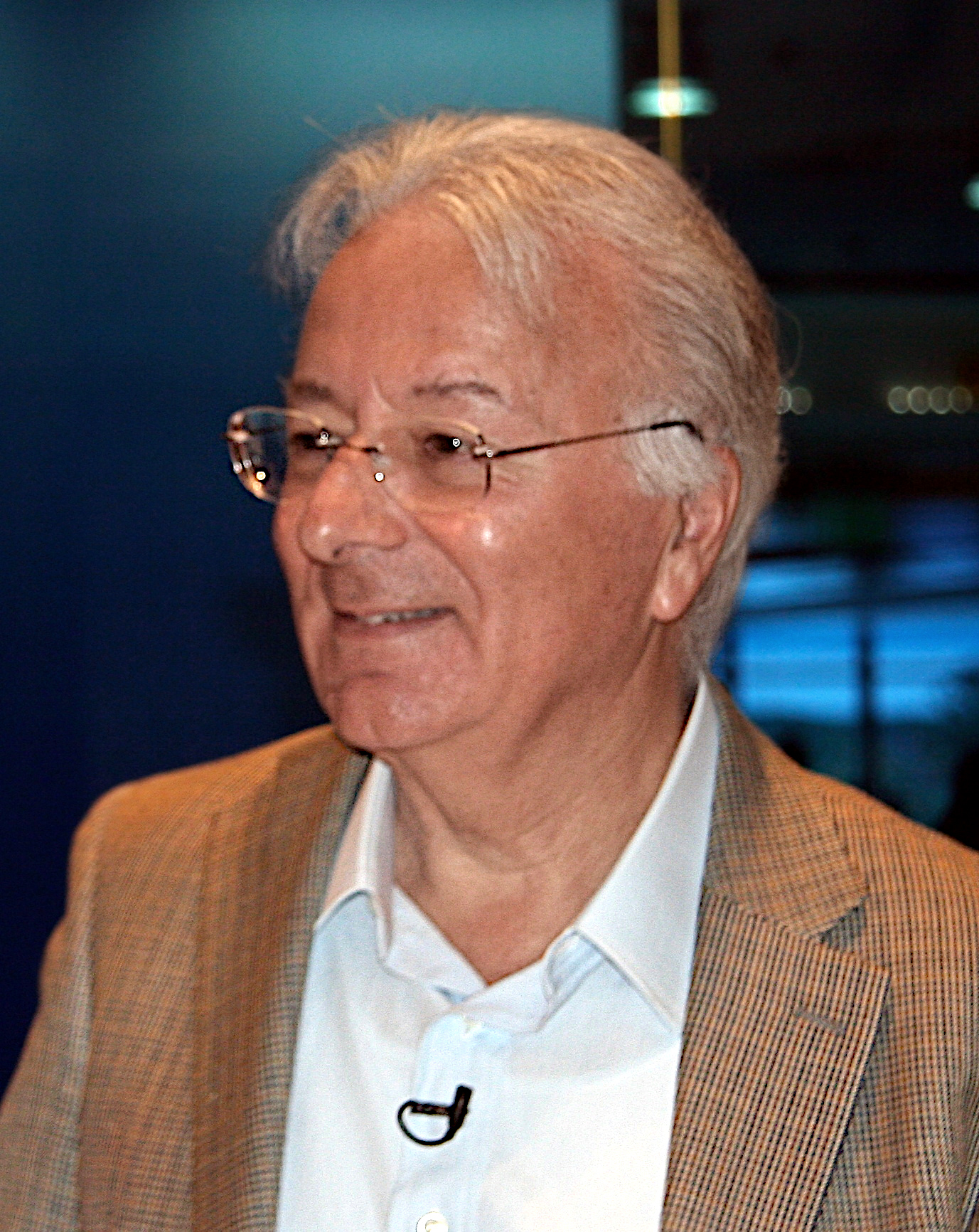

페데리코 파진(이탈리아어 발음: [fedeˈriːko fadˈdʒin], 베네치아어: [faˈdʒiŋ]; 1941년 12월 1일 ~ )은 이탈리아계 미국인 물리학자, 엔지니어, 발명가 및 기업가이다. 최초의 상용 마이크로프로세서인 인텔 4004를 설계한 것으로 가장 잘 알려져 있다. 인텔의 마이크로프로세서 개발 초기 5년 동안 4004(MCS-4) 프로젝트와 설계 그룹을 이끌었다. 파진은 또한 1968년 페어차일드 반도체에서 근무하면서 자체 정렬 MOS(금속 산화물 반도체) 실리콘 게이트 기술(SGT)을 개발하여 MOS 반도체 메모리 칩, CCD 이미지 센서 및 마이크로프로세서를 가능하게 했다. 4004 이후 그는 초기 인텔 마이크로프로세서 생성에 필수적인 랜덤 로직 칩 설계를 위한 SGT 방법론을 사용하여 인텔 8008 및 8080의 개발을 주도했다. 마이크로프로세서 전문 기업인 자일로그의 공동 창립자(랠프 운거만과 함께)이자 CEO였으며 자일로그 Z80 및 Z8 프로세서의 개발을 주도했다. 나중에 시그넷 테크놀로지스와 시냅틱스의 공동 창립자이자 CEO였다.
2010년에 기술 진보와 관련된 업적에 대해 미국이 수여하는 최고의 영예인 2009년 국가 기술 및 혁신 메달을 받았다. 2011년 파진은 미국 대학과 연구 기관의 의식에 대한 과학적 연구를 지원하기 위해 페데리코와 엘비아 파진(Federico and Elvia Faggin) 재단을 설립했다. 2015년에 파진 재단은 캘리포니아 대학교 샌타크루즈의 정보 물리학 분야 파진가 회장을 위한 100만 달러 기부금을 마련하여 "물리학 및 수학, 복잡계, 물리학의 정보라는 통일된 주제를 지닌 생물물리학과 인지과학이다."